# Круглая бухта
Круглая бухта (Омега) находится в Севастополе в пяти километрах к юго-западу от входа в Севастопольскую бухту. Расположена между Стрелецкой и Камышовой бухтами.

## Описание

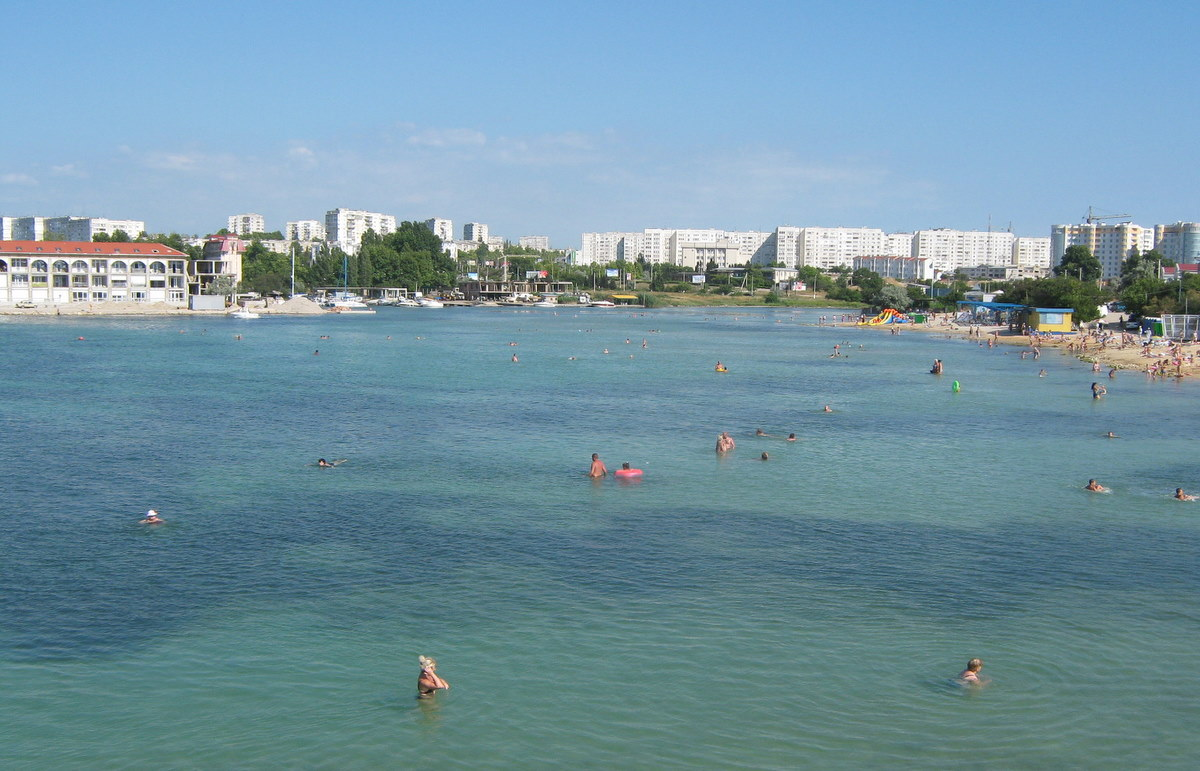
Пляж «Омега»

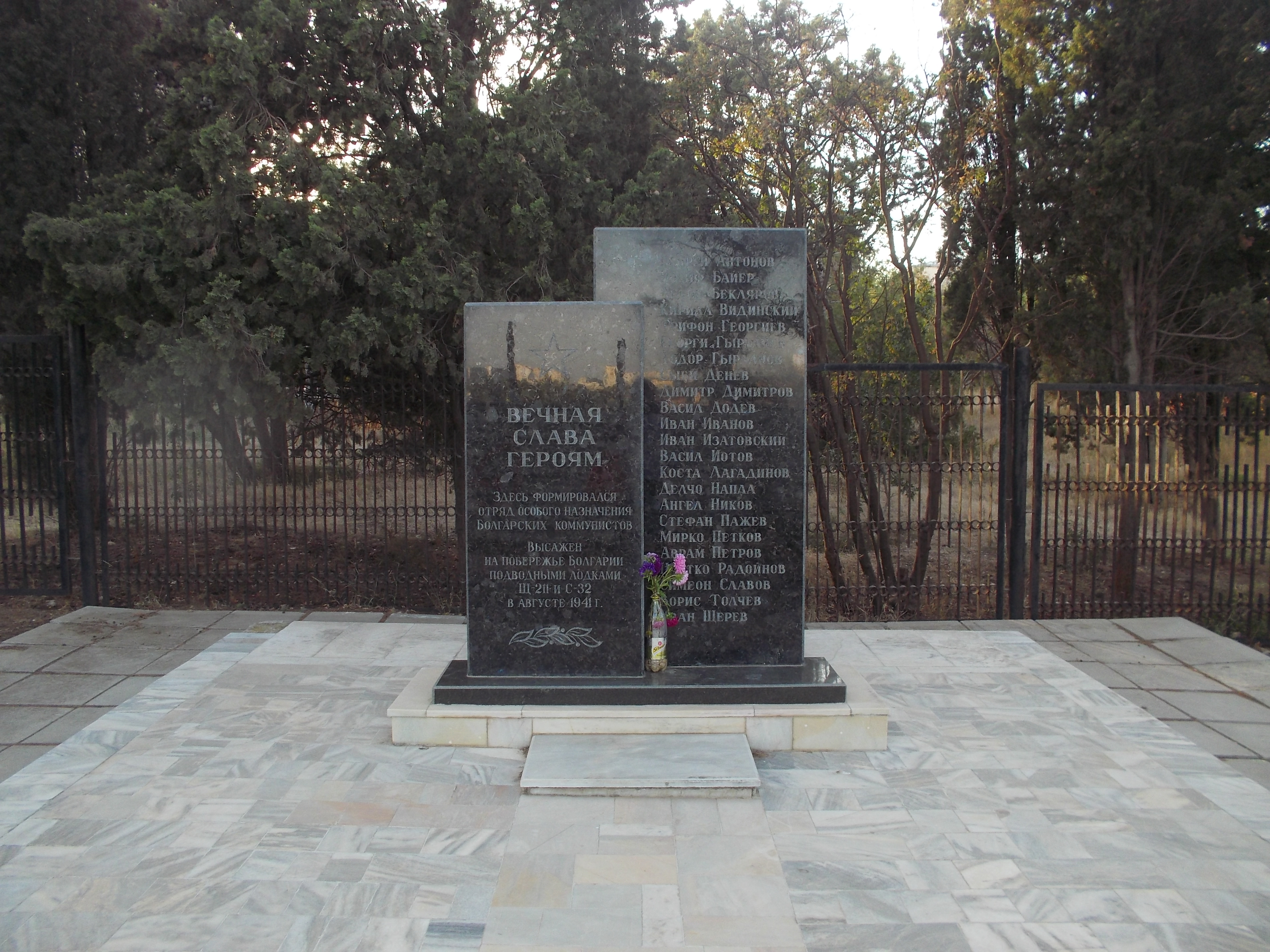
Памятник болгарским коммунистам

Название бухта получила по своей форме, которая близка к кругу. Круглая бухта неглубока, имеет песчаное дно, из-за чего ранее, в начале XX века, носила другое название — Песчаная. В конце XIX — начале XX веков на берегах её находились дачные и курортные посёлки. По названию одного из них — Омега — бухта получила своё второе неофициальное название. Несмотря на то, что это бытовое название, оно очень точно характеризует геометрию её берегов, которая в плане близка к форме греческой заглавной буквы «омега» (Ω). На берегу бухты расположен пляж «Омега».

## История
На дне бухты, в северной её части, обнаружены остатки одной из античных усадеб хоры расположенного рядом Херсонеса Таврического.
В 1909 году на траверзе Круглой бухты во время учений Черноморского флота погибла подводная лодка «Камбала», разрезанная пополам протаранившим её броненосцем «Ростислав». Кормовая часть лодки покоится на дне на глубине 62 метра.
На южном и юго-западном берегу бухты вплоть до середины XX века добывали целебные грязи для лечения опорно-двигательного аппарата человека. В 1980-х годах месторождения целебной грязи были по неизвестной причине уничтожены властями и засыпаны землёй. 
В советское время в бухте находился всесоюзный санаторий-профилакторий «Омега», но с образованием государства Украина он был преобразован в украинский военный госпиталь. Ныне — госпиталь Черноморского флота РФ. Рядом с территорией госпиталя находится памятник болгарским коммунистам, которые в августе 1941 года на подводных лодках были переправлены в Болгарию.
Восточный берег и прилежащая к нему акватория бухты в 1940-х годах использовались в качестве гидроаэродрома, который имел название «Севастополь-V», который позже был ликвидирован. С 1950-х годов на берегах бухты базируется 17-я отдельная бригада специального назначения.
В настоящее время на этом берегу находятся вертолётный завод, яхт-клуб и дикий пляж. В бухту выведен аварийный сток канализационных вод, в связи с чем пляж часто закрывают по санитарно-эпидемиологическим причинам.
Зимой бухта служит местом зимовки нескольких водоплавающих видов птиц, в том числе лебедя-шипуна.
На берегу бухты расположен пляж со множеством баров, ресторанов и увеселительных заведений.